# 八事車站
八事車站（日语：／ Yagoto eki */?）是位於日本愛知縣名古屋市昭和區廣路町，屬於名古屋市營地下鐵的車站。

## 可利用之鐵路路線
- 名古屋市營地下鐵
  - 鶴舞線 - 車站編號為T15。
  - 名城線 - 車站編號為M20。

## 車站結構
鶴舞線為1面2線島式月台（往杁中方向設有1條留置線），而名城線則為2面2線側式月台的地下車站。

### 月台配置
| 月台 | 路線   | 方向 | 目的地                   |
| ---- | ------ | ---- | ------------------------ |
| 1    | 鶴舞線 | -    | 赤池、豐田市方向         |
| 2    | 鶴舞線 | -    | 伏見、上小田井、犬山方向 |
| 3    | 名城線 | 左環 | 本山、大曾根方向         |
| 4    | 名城線 | 右環 | 新瑞橋、金山方向         |

## 使用情況
| 年度               | 鶴舞線上車人次(人/日) | 名城線上車人次(人/日) | 上車人次合計(人/日) |
| ------------------ | --------------------- | --------------------- | ------------------- |
| 2004年（平成16年） | 10,407                | 4,119                 | 14,526              |
| 2005年（平成17年） | 9,101                 | 5,081                 | 14,182              |
| 2006年（平成18年） | 9,145                 | 5,612                 | 14,757              |
| 2007年（平成19年） | 9,393                 | 5,947                 | 15,340              |
| 2008年（平成20年） | 9,630                 | 6,210                 | 15,840              |
| 2009年（平成21年） | 9,374                 | 6,360                 | 15,734              |
| 2010年（平成22年） | 6,702                 | 10,053                | 16,755              |
| 2011年（平成23年） | 9,226                 | 6,289                 | 15,515              |
| 2012年（平成24年） | 9,540                 | 6,529                 | 16,069              |
| 2013年（平成25年） | 9,841                 | 6,801                 | 16,642              |
| 2014年（平成26年） | 9,958                 | 6,999                 | 16,957              |
| 2015年（平成27年） | 10,592                | 7,358                 | 17,950              |
| 2016年（平成28年） | 10,682                | 7,449                 | 18,132              |
| 2017年（平成29年） | 10,704                | 7,527                 | 18,231              |
| 2018年（平成30年） | 10,648                | 7,555                 | 18,203              |

## 車站週邊設施
本站周圍為高級住宅區域。也因附近有中京大學、名城大學等校區存在，因此車站附近林立了許多適合年輕人喜愛的店家。
- 興正寺公園
  - 八事山興正寺
- 八事墓園
- 八事商店街
- 雲雀岡商店街
- 三井住友銀行八事分行
- 三菱東京UFJ銀行八事分行
- 愛知銀行八事分行
- 名古屋八事郵局
- 中京大學名古屋校區
- 名城大學八事校區
- 三省堂書店名古屋營業所
- 玩具反斗城八事店
  - 佳世客八事店

## 相鄰車站
名古屋市營地下鐵
 鶴舞線
杁中（T14）－八事（T15）－鹽釜口（T16）
 名城線
八事日赤（M19）－八事（M20）－綜合復健中心（M21）

## 外部連結
- 八事 - 名古屋市交通局